# Internationale Vereinigung für Lebensmitteltechnik und -forschung
Die Internationale Vereinigung für Lebensmitteltechnik und -forschung (IUFoST) ist eine global agierende Organisation mit mehr als 200.000 Wissenschaftlern und Technikern aus mehr als 38 Ländern aus dem Bereich der Nahrungsmittelforschung, die es sich zum Ziel gesetzt hat, diesem für die Menschheit wichtigen Komplex, eine Stimme zu geben. IUFoST ist der multinationale Zusammenschluss nationaler Gesellschaften der Nahrungsmittelforschung. Sie ist zugleich Vollmitglied der ICSU bzw. deren Nachfolgeorganisation, des 2018 gegründeten ISC und eine der 31 akkreditierten unterschiedlichen globalen Wissenschaftsorganisationen, die die Interessen der Lebensmittelforschung bei der Weltgesundheitsorganisation (WHO), Ernährungs- und Landwirtschaftsorganisation der Vereinten Nationen (FAO) beim Entwicklungsprogramm der Vereinten Nationen (UNDP) und dem Codex Alimentarius vertreten.

## Auftrag und Grundsätze der IUFoST
IUFoST will der Lebensmitteltechnik und -forschung zum Wohl der Menschheit eine starke Interessenvertretung sein.
IUFoSTs Auftrag ist
- die internationale Kooperation und den Gedanken- und Wissensaustausch zu fördern,
- die Unterstützung bei der Schulung und Ausbildung der Nahrungswissenschaftler und -techniker weltweit,
- die Förderung professioneller Fachorganisationen der Lebensmitteltechnik und -wissenschaft.

## Hintergrund
Einige britischen Wissenschaftsgesellschaften und die Regierung des Vereinigten Königreichs organisierten 1960 in London eine Konferenz anlässlich des hundertsten Jahrestages der Verabschiedung des Food and Drugs Act (UK) (Nahrungsmittel- und Drogen/Arzneimittelgesetzes) von 1860 und der 150-jährigen Wiederkehr der Veröffentlichung von Appert’s Publikation zur Konservierung von Lebensmitteln.
Eine Woche vor der Food and Drugs Konferenz in London, fand ein Symposium von Vorgängergesellschaften der IUFoST am heute nicht mehr existierenden Royal College of Science and Technology in Glasgow in Schottland statt, auf der kontrovers über die Gründung einer international durchschlagskräftigen Lebensmittel-Wissenschaftsorganisation diskutiert wurde.
Diese Frage wurde dann am darauf folgenden Abend auf einem Empfang auf der University of Strathclyde weiter verhandelt. Einwände gab es bezüglich der ICSU, die seit 1919 die Interessen nationaler Ernährungsinstitute international vertrat es damit keiner Änderung oder Neugründung bedürfe, während die andere Seite argumentierte, dass die Zeit für eine eigenständige, weltweite Interessenvertretung reif sei. Die ausländischen Gäste konnten die britischen Gastgeber von der Notwendigkeit überzeugen und so kam es dann zu einem ersten entsprechenden internationalen Kongress 1962 in London, auf der zunächst die Frage der Notwendigkeit zur Gründung einer internationalen Organisation der Ernährungswissenschaftler auf der Tagesordnung stand, ohne zu einem handfesten Ergebnis zu kommen. Auch auf dem nächsten Kongress, vier Jahre später in Warschau, wurde noch keine Einigkeit erzielt. Erst auf dem Kongress 1970 in Washington, D.C., der unter dem Motto, "SOS/70" referring to Science and Survival (Wissenschaft und Überleben) stand, wurde die International Union of Food Science and Technology mit allen dafür notwendigen Konsequenzen aus der Taufe gezogen.

## Die Budapest Deklaration 1995
In der Verantwortung und im Kampf der Ernährungswissenschaftler und -techniker gegen den chronischen Hunger in der Dritten Welt und den damit einhergehenden Problemen verfasste die IUFoST auf ihrer siebten Versammlung 1995 in Budapest ihre Budapest Declaration. Inspiriert von der internationalen Nahrungsmittel-Konferenz der FAO und WHO in Rom 1992 auf der diese Problematik einen breiten Raum eingenommen hatte, erklärte die IUFoST im Bewusstsein ihrer zentralen Rolle bei der Bekämpfung von Hunger und Unterernährung in der Welt. ihre Entschlossenheit alles in ihrer Macht stehende zu tun, um dieser Armut ein Ende zu bereiten. Sie appellierten in ihrer Deklaration an alle anderen internationalen Wissenschaftsorganisationen mit ihnen gemeinsam für eine ausreichende Ernährung in einer friedlichen Welt zu kämpfen. Es wurde beschlossen, dass diese Deklaration der Wegweiser für die nächsten 15 Jahre der IUFoST sein sollte.

## Die Kapstadt Deklaration  2010
Während der 13. Generalversammlung in Kapstadt (Südafrika) verabschiedete die IUFoST mit der Cape Town Declaration ihre zweite Deklaration nach der Budapester Deklaration von 1995. Sie bekräftigte darin noch einmal ausdrücklich die Ziele, die sie sich mit ihrer Budapester Erklärung gesetzt hatte und beklagte darin gleichzeitig die Widerstände bei nationalen Organisationen und der Nahrungsmittelindustrie bei der Umsetzung ihrer Absichten.

## Mitgliedschaft
Die Mitgliedschaft in der International Union of Food Science and Technology ist für alle Staaten der Welt, aber nur jeweils mit einer entsprechenden Organisation offen. Ausnahmen bilden Organisationen in definierten Territorien wie z. B. ALACCTA – Zentral- und Südamerika, EFFoST – Europa, FIFSTA – Länder der ASEAN Staaten, MENAFoST – Mittlerer Osten und Nordafrika und WAAFoST – Westafrikanische Vereinigung für Lebensmitteltechnik und -forschung, die alle gleichzeitig integrale Bestandteile der IUFoST sind.
IUFoST repräsentiert mehr als 200.000 Wissenschaftler und Techniker der jeweiligen nationalen und territorialen Körperschaften.

## Struktur
Das oberste Gremium der IUFoST sind die gewählten Mitglieder, Wissenschaftler und Techniker aus allen Teilen der Welt, die für ihre außergewöhnlichen Leistungen bekannt wurden und auf den Generalversammlungen abstimmungsberechtigt sind. Auf den Generalversammlungen wird über die Regeln, Entwicklungen, Aktionen und Kontrollen der IUFoST beraten und abgestimmt. Die Resultate der Abstimmungen gelten als Richtschnur für den Vorstand, der darüber wacht, dass diese Regeln von der Geschäftsführung umgesetzt werden. Diese Regeln sind auch für die regionalen Gruppen in den definierten Territorien verbindlich.

## Programme und Aufträge
- Entwicklung von Schulungsprogramme für Studenten und junge Wissenschaftler, auch für das Fernstudium, bei dem der Fokus (Stand 2020) besonders auf die Subsahara gerichtet ist. Dazu zählen auch Lernmodule für das mittlere Management ohne formale Qualifikation in der Lebensmittelindustrie. Gegliedert sind diese Module zu den Fragen der Sicherheit von Nahrungsmitteln inklusive der HACCP, der Dauer der Haltbarkeit, Verpackungen, Gesetze und Vorschriften, Hygiene, Tiefkühlkost und praktische Tipps zur Ernährung. Lokale Spezialisten, von internationalen Experten auf ihre Aufgaben vorbereitet, leiten die Kurse.
- Bereitstellung wissenschaftlicher Gutachten und die Organisation von Workshops, Konferenzen und Symposien in Zusammenarbeit mit Partnerorganisationen und regionalen Gruppen, auf denen regionale und/oder aktuelle Probleme diskutiert und Lösungen gesucht werden. Als Beispiel haben Spezialisten der IUFoST auf Einladung und Bitten relevanter chinesischen Ministerien und unter der Schirmherrschaft des chinesischen Gesundheitsministeriums zukünftige internationale Sicherheitsfragen und Perspektiven zum Nahrungsmittelanbau auf Tagungen auf hoher politischer Ebene beraten. Aber auch allen anderen Mitgliedsländern steht die IUFoST soweit gewünscht beratend zur Seite.
- Auf den seit Beginn des 21. Jahrhunderts zweijährlich stattfindenden Weltkongressen werden Richtlinien und Empfehlungen zu Fragen aktueller Erkenntnisse wie z. B. der Nano- und Biotechnologie der Nahrungswissenschaften erarbeitet und die Ergebnisse Regierungen, der Industrie, Akademien und Universitäten zur Verfügung gestellt.
- IUFoST fördert den Austausch von Wissen zwischen der internationalen Gemeinschaft von Lebensmitteltechnikern und -forschern. Zudem publiziert sie die Periodika International Journal of Food Science + Technology[4], Journal of Food Processing and Preservation[5] und Food Science and Technology[6] aus dem Verlag Wiley-Blackwell

## Publikationen
- e-News in Brief
- Textbook, Food Science and Technology - Wiley-Blackwell
- Trends in Food Science and Technology (TIFS) an official publisher of IUFoST (Elsevier)
- Food Central, an official publisher of IUFoST
- World of Food Science, online journal jointly published by IUFoST and the Institute of Food Technologists (IFT) (Institute of Food Technologists)
- Proceeding from over 100 scientific meetings published in book form, journal and also through electronic publishing

## IUFoST Welt-Kongresse
| Nr. | Jahr | Stadt             | Land                   |
| --- | ---- | ----------------- | ---------------------- |
| 22. | 2024 | Rimini            | Italien                |
| 21. | 2022 | Singapur          | Singapur               |
| 20. | 2020 | Auckland          | Neuseeland             |
| 19. | 2018 | Mumbai            | Indien                 |
| 18. | 2016 | Dublin            | Irland                 |
| 17. | 2014 | Montreal          | Kanada                 |
| 16. | 2012 | Foz do Iguaçu     | Brasilien              |
| 15. | 2010 | Kapstadt          | Südafrika              |
| 14. | 2008 | Shanghai          | Volksrepublik China    |
| 13. | 2006 | Nantes            | Frankreich             |
| 12. | 2003 | Chicago, Illinois | Vereinigte Staaten     |
| 11. | 2001 | Seoul             | Südkorea               |
| 10. | 1999 | Sydney            | Australien             |
| 9.  | 1995 | Budapest          | Ungarn                 |
| 8.  | 1991 | Toronto           | Kanada                 |
| 7.  | 1987 | Singapore         | Singapur               |
| 6.  | 1983 | Dublin            | Irland                 |
| 5.  | 1978 | Kyoto             | Japan                  |
| 4.  | 1974 | Madrid            | Spanien                |
| 3.  | 1970 | Washington, D.C.  | Vereinigte Staaten     |
| 2.  | 1966 | Warschau          | Polen                  |
| 1.  | 1962 | London            | Vereinigtes Königreich |

## Weblink
- Official website